# Mlječikovke
Mlječikovke (lat. Euphorbiaceae nom. cons.), velika biljna porodica dvosupnica sa 6.547 priznatih vrsta unutar 228 rodova. Porodica nosi ime po rodu mlječika (Euphorbia) kojoj pripada čak 2.046 priznatih vrsta.
Mlječikovke su drvenasti i zeljasto bilje raširene gotovo po svim dijelovima svijeta, osobito u suptropskim i tropskim područjima, mnoge od njih nalik su kaktusima, ali to nisu, i od kojih se razlikuju po po mliječnom soku kojjeg u kaktusima nema.
Cvjetovi su im jednospolni, uglavnom združeni u sastavljene cvatove. Mnoge su vrste ljekovite i otrovne, a neke služe i u prehrani kao što je manioka iz Južne Amerike. Ulje, smola i kaučuk također su sirovine koje se od njih dobivaju.

## Opis
Euphorbiaceae, porodica je cvjetnice iz reda Malpighiales, koja sadrži oko 6745 vrsta u 218 rodova. Mnogi su članovi važni izvori hrane. Drugi su korisni zbog svojih ulja i voska i kao izvor lijekova; ali i opasni zbog svojih otrovnih plodova, lišća ili sokova; ili privlačne zbog svojih šarenih brakteja (strukture nalik lišću smještene odmah ispod cvjetnih grozdova) ili neobičnih oblika. Iako vrste iz porodice rastu diljem svijeta, osim u hladnim alpskim ili arktičkim regijama, većina ih se nalazi u umjerenim ili tropskim regijama. Porodica se sastoji od jednogodišnjih i višegodišnjih zeljastih biljaka te drvenastih grmova ili drveća te nekoliko penjačica.
Cvjetovi su jednog spola, a muški i ženski cvjetovi obično rastu na istoj biljci. Latice su rijetko prisutne. Cvjetovi najvećeg roda, Euphorbia, nalaze se u grozdovima u obliku čaše koji se nazivaju cijatije, a svaki od njih izgleda kao jedan ženski cvijet, ali zapravo se sastoji od jednog tučka okruženog s nekoliko muških cvjetova, od kojih svaki ima jedan prašnik. Ovi grozdovi smanjenih cvjetova okruženi su omotačem (vrhom) brakteja (modificiranih listova) koji nalikuje vjenčiću ili kolutu cvjetnih latica. Muški cvjetovi ostalih rodova imaju jedan do više prašnika, slobodnih ili spojenih. Ženski cvjetovi imaju jajnike s tri komore koji su gornji (tj. iznad, nisu okruženi ostalim dijelovima cvijeta). Postoji onoliko stilova koliko ima jajnih šupljina. Plod je trokomorna čahura. Listovi su obično jednostavni i naizmjenično (ili, rijetko, nasuprotni ili kovrčasti) raspoređeni duž stabljike. Stabljike mnogih vrsta sadrže mliječni lateks.
Članovi porodice poznati po ljepoti ili korisnosti uključuju Euphorbia, obično zvanu mlječika, koja se sastoji od širokog spektra sukulentnih biljaka, od korova na travnjaku do biljaka nalik kaktusima i božićnih zvijezda (Euphorbia pulcherrima); ukrasno bilje kao što je Codiaeum, Hura, akalifa (Acalypha), Phyllanthus, “crveni kaktus” (Pedilanthus) i Jatropha; i gospodarski važne biljke kao što su ricinus (Ricinus communis), kroton (Croton tiglium), Omphalea, manioka (Manihot esculenta), kaučuk (Hevea), tungovo drvo (Aleurites; izvor ulja svijeće) i Sapium. “Manchineel drvo” (Hippomane mancinella) daje otrovne plodove, a resulja Mercurialis je korov u mnogim krajevima.

## Tribusi i rodovi
- Acalyphoideae Beilschm.
  - Acalypheae Dumort.
    - Acalypha L.
    - Adriana Gaudich.
    - Avellanita Phil.
    - Claoxylon A.Juss.
    - Claoxylopsis Leandri
    - Cleidion Blume
    - Clonostylis S.Moore
    - Discoclaoxylon (Müll.Arg.) Pax & K.Hoffm.
    - Dysopsis Baill.
    - Erythrococca Benth.
    - Homonoia Lour.
    - Lasiococca Hook.f.
    - Leidesia Müll.Arg.
    - Lobanilia Radcl.-Sm.
    - Macaranga Thouars
    - Mallotus Lour.
    - Mareya Baill.
    - Mareyopsis Pax & K.Hoffm.
    - Mercurialis L.
    - Micrococca Benth.
    - Ricinus L.
    - Rockinghamia Airy Shaw
    - Sampantaea Airy Shaw
    - Seidelia Baill.
    - Spathiostemon Blume
    - Wetria Baill.

  - Adelieae G.L. Webster
    - Adelia L.
    - Crotonogynopsis Pax
    - Enriquebeltrania Rzed.
    - Lasiocroton Griseb.
    - Leucocroton Griseb.

  - Agrostistachydeae (Müll.Arg.) G.L. Webster
    - Agrostistachys Dalzell
    - Chondrostylis Boerl.
    - Cyttaranthus J.Léonard
    - Pseudagrostistachys Pax & K.Hoffm.

  - Alchorneae Hutch.
    - Alchorneinae Hurus.
      - Alchornea Sw.
      - Aparisthmium Endl.
      - Bocquillonia Baill.
      - Bossera Leandri
      - Orfilea Baill.

    - Conceveibinae
      - Conceveiba Aubl.

  - Ampereae Müll.-Arg.
    - Amperea A.Juss.
    - Monotaxis Brongn.

  - Bernardieae G.L. Webster
    - Adenophaedra (Müll.Arg.) Müll.Arg.
    - Amyrea Leandri
    - Bernardia Houst. ex Mill.
    - Discocleidion Pax & K.Hoffm.
    - Necepsia Prain
    - Paranecepsia Radcl.-Sm.

  - Caryodendreae G.L. Webster
    - Alchorneopsis Müll.Arg.
    - Caryodendron H.Karst.
    - Discoglypremna Prain

  - Chrozophoreae (Müll.Arg.) Pax & K.Hoffm.
    - Chrozophorinae
      - Chrozophora Neck. ex A.Juss.

    - Ditaxinae Griseb.
      - Argythamnia P.Browne
      - Caperonia A.St.-Hil.
      - Chiropetalum A.Juss.
      - Ditaxis Vahl ex A.Juss.
      - Philyra Klotzsch

    - Doryxylinae G.L. Webster
      - Doryxylon Zoll.
      - Melanolepis Rchb.f. & Zoll.
      - Sumbaviopsis J.J.Sm.
      - Thyrsanthera Pierre ex Gagnep.

    - Speranskiinae
      - Speranskia Baill.

  - Epiprineae (Müll.Arg.) Hurus.
    - Adenochlaena Boivin ex Baill.
    - Cephalocroton Hochst.
    - Cephalocrotonopsis Pax
    - Cephalomappa Baill.
    - Cladogynos Zipp. ex Span.
    - Cleidiocarpon Airy Shaw
    - Epiprinus Griff.
    - Koilodepas Hassk.

  - Erismantheae G.L. Webster
    - Erismanthus Wall. ex Müll.Arg.
    - Moultonianthus Merr.
    - Syndyophyllum K.Schum. & Lauterb.

  - Plukenetieae Hutch.
    - Acidoton Sw.
    - Angostylis Benth.
    - Astrococcus Benth.
    - Cnesmone Blume
    - Dalechampia Plum. ex L.
    - Haematostemon Pax & K.Hoffm.
    - Megistostigma Hook.f.
    - Pachystylidium Pax & K.Hoffm.
    - Platygyna P.Mercier
    - Plukenetia L.
    - Romanoa Trevis.
    - Sphaerostylis Baill.
    - Tragia Plum. ex L.
    - Tragiella Pax & K.Hoffm.

  - Pycnocomeae Hutch.
    - Blumeodendrinae
      - Blumeodendron (Müll.Arg.) Kurz
      - Botryophora Hook.f.
      - Podadenia Thwaites
      - Ptychopyxis Miq.

    - Pycnocominae G.L. Webster
      - Argomuellera Pax

    - Droceloncia J.Léonard
      - Pycnocoma Benth.

  - Sphyranthereae Radcl.-Sm.
    - Sphyranthera Hook.f.
- Cheilosoideae K.Wurdack & Petra Hoffm.
  - Cheilosa Blume
  - Neoscortechinia Pax
- Crotonoideae Burmeist.
  - Adenoclineae G.L. Webster
    - Adenocline Turcz.
    - Ditta Griseb.
    - Endospermum Benth.
    - Glycydendron Ducke
    - Klaineanthus Pierre ex Prain
    - Omphalea L.
    - Tetrorchidium Poepp.

  - Aleuritideae Hurus.
    - Aleuritinae G.L. Webster
      - Aleurites J.R.Forst. & G.Forst.
      - Reutealis Airy Shaw
      - Vernicia Lour.

    - Benoistiinae Radcl.-Sm.
      - Benoistia H.Perrier & Leandri

    - Crotonogyninae G.L. Webster
      - Crotonogyne Müll.Arg.
      - Cyrtogonone Prain
      - Manniophyton Müll.Arg.

    - Garciinae Müll.-Arg.
      - Garcia Vahl ex Rohr

    - Grosserinae G.L. Webster
      - Cavacoa J.Léonard
      - Grossera Pax
      - Sandwithia Lanj.
      - Tannodia Baill.
      - Tapoides Airy Shaw

    - Neoboutoniinae G.L. Webster
      - Neoboutonia Müll.Arg.

  - Codieae G.Don
    - Acidocroton Griseb.
    - Baliospermum Blume
    - Baloghia Endl.
    - Blachia Baill.
    - Codiaeum Rumph. ex A.Juss.
    - Dimorphocalyx Thwaites
    - Dodecastigma Ducke
    - Fontainea Heckel
    - Garcia Vahl ex Rohr
    - Hylandia Airy Shaw
    - Ophellantha Standl.
    - Ostodes Blume
    - Pantadenia Gagnep.
    - Pausandra Radlk.
    - Sagotia Baill.
    - Strophioblachia Boerl.

  - Crotoneae Dumort.
    - Astraea Klotzsch
    - Brasiliocroton P.E.Berry & Cordeiro
    - Croton L.
    - Mildbraedia Pax
    - Paracroton Miq.

  - Elateriospermeae G.L. Webster
    - Elateriospermum Blume

  - Gelonieae
    - Cladogelonium Leandri
    - Suregada Roxb. ex Rottler

  - Jatropheae Baill.
    - Annesijoa Pax & K.Hoffm.
    - Deutzianthus Gagnep.
    - Jatropha L.
    - Joannesia Vell.
    - Leeuwenbergia Letouzey & N.Hallé
    - Oligoceras Gagnep.
    - Vaupesia R.E.Schult.

  - Manihoteae Pax
    - Cnidoscolus Pohl
    - Manihot Mill.

  - Micrandreae G.L. Webster
    - Hevea Aubl.
    - Micrandra Benth.
    - Micrandropsis W.A.Rodrigues

  - Ricinocarpeae Müll.-Arg.
    - Alphandia Baill.
    - Bertya Planch.
    - Beyeria Miq.
    - Borneodendron Airy Shaw
    - Cocconerion Baill.
    - Myricanthe Airy Shaw
    - Ricinocarpos Desf.

  - Ricinodendreae Hutch.
    - Givotia Griff.
    - Ricinodendron Müll.Arg.
    - Schinziophyton Hutch. ex Radcl.Sm.

  - Trigonostemoneae G.L. Webster
    - Trigonostemon Blume
- Euphorbioideae Beilschm.
  - Euphorbieae Dumort.
    - Anthosteminae G.L.Webster
      - Anthostema A.Juss.
      - Dichostemma Pierre

    - Euphorbiinae Griseb.
      - Euphorbia L.

    - Neoguillauminiinae Croizat
      - Calycopeplus Planch.
      - Neoguillauminia Croizat

  - Hippomaneae A. Juss. ex Spach
    - Carumbiinae Müll.-Arg.
      - Homalanthus A.Juss.

    - Hippomaninae Griseb.
      - Actinostemon Mart. ex Klotzsch
      - Adenopeltis Bertero ex A.Juss.
      - Anomostachys (Baill.) Hurus.
      - Balakata Esser
      - Bonania A.Rich.
      - Colliguaja Molina
      - Conosapium Müll.Arg.
      - Dalembertia Baill.
      - Dendrocousinsia Millsp.
      - Dendrothrix Esser
      - Ditrysinia Raf.
      - Excoecaria L.
      - Falconeria Royle
      - Grimmeodendron Urb.
      - Gymnanthes Sw.
      - Hippomane L.
      - Mabea Aubl.
      - Maprounea Aubl.
      - Microstachys A.Juss.
      - Neoshirakia Esser
      - Pleradenophora Esser
      - Pseudosenefeldera Esser
      - Rhodothyrsus Esser
      - Sapium P.Browne
      - Sclerocroton Hochst.
      - Sebastiania Spreng.
      - Senefeldera Mart.
      - Senefelderopsis Steyerm.
      - Shirakiopsis Esser
      - Spegazziniophytum Esser
      - Spirostachys Sond.
      - Stillingia L.
      - Triadica Lour.

  - Hureae Dumort.
    - Algernonia Baill.
    - Hura L.
    - Ophthalmoblapton Allemão

  - Pachystromateae Reveal
    - Pachystroma Müll.Arg.

  - Stomatocalyceae G.L. Webster
    - Hamilcoa Prain
    - Nealchornea Huber
    - Pimelodendron Hassk.
    - Plagiostyles Pierre
- incertae sedis
  - Afrotrewia Pax & K.Hoffm.
  - Chlamydojatropha Pax & K.Hoffm.
  - Radcliffea Petra Hoffm. & K.Wurdack

1. Aubletiana J.Murillo
2. Bia Klotzsch
3. Colobocarpos Esser & Welzen
4. Garciadelia Jestrow & Jiménez Rodr.
5. Gitara Pax & K.Hoffm.
6. Gradyana Athiê-Souza, A.L.Melo & M.F.Sales
7. Hancea Seem.
8. Incadendron K.Wurdack & Farfán
9. Karima Cheek & Riina
10. Muricococcum Chun & F.C.How
11. Shonia R.J.F.Hend. & Halford
12. Tsaiodendron Y.H.Tan, H.Zhu & H.Sun
13. Zuckertia Baill.